# توم هنتلي
توم هنتلي (بالإنجليزية: Tom Huntley)‏ هو سياسي أمريكي، ولد في 10 فبراير 1938. حزبياً، نشط في حزب العمال المزارعين الديمقراطيين في مينيسوتا والحزب الديمقراطي. وقد انتخب عضو مجلس نواب مينيسوتا.